# Maison Manuvie
Maison Manuvie, située au 900 De Maisonneuve Ouest, au centre-ville de Montréal, est un immeuble achevé en 2017. Développée par Ivanhoé Cambridge et détenue en copropriété avec Manuvie, Maison Manuvie est un immeuble de bureaux de catégorie AAA qui a nécessité un investissement de 225 millions de dollars. Ce projet immobilier fait partie d'un plan d'urbanisme d'Ivanhoé Cambridge visant à investir 1 G$CA, et dont l'objectif est d'insuffler une nouvelle vitalité urbaine au centre-ville de Montréal. La tour est l'œuvre du cabinet d'architectes Menkès Shooner Dagenais Letourneux.

## Caractéristiques
Située entre la rue Mansfield et la rue Metcalfe, Maison Manuvie compte 27 étages et mesure 114 mètres de haut. L'édifice offre de nombreux services dont un café, un centre de conférence, une terrasse extérieure, 360 places de stationnement, plus de 125 places de stationnement pour vélos et 45 200 mètres carrés d’espaces de bureaux. L'édifice est connecté au RÉSO souterrain et au Métro de Montréal via la station McGill.

## Prix et certifications
Maison Manuvie se distingue par la mise en valeur de son architecture intemporelle et sa haute efficacité axée sur le développement durable, qui vise la certification LEED CS Or. 
L'édifice est également le premier au Québec à obtenir la certification WiredScore Platine. 
En 2017, Maison Manuvie a remporté un Americas Property Award dans la catégorie Office Development, Canada (Développement Bureaux, Canada), un prix des International Property Awards.

## Principaux locataires
L'édifice regroupera quelques activités de la société Manuvie et la section canadienne de la Standard Life qui fut rachetée par Manuvie en automne 2014. L’équipe a emménagé dans l’immeuble en 2017.
EY a également annoncé en 2017 qu’il allait s’installer dans Maison Manuvie notamment en raison de l’éventail de services qui y seraient offerts. Boralex, une société internationale productrice d’énergie renouvelable dont le siège social est au Québec, a aussi choisi Maison Manuvie comme son nouveau domicile au centre-ville de Montréal. L’équipe emménagera dans ses nouveaux espaces en 2018.